# Lund-Fliege
Die Lund-Fliege (Cordylobia rodhaini) ist eine im Regenwald von Subsahara-Afrika beheimate Fliegenart, die als obligater Auslöser einer furunkulären Myiasis gilt. Der Artname leitet sich von Kapitän Lund ab, bei dem erstmals die Myiasis am Oberarm nachgewiesen wurde. Der Mensch ist allerdings nur ein fakultativer Wirt, eigentliche Wirte sind Nagetiere und Antilopen.

## Merkmale
Die Lund-Fliege ähnelt der Tumbufliege (Cordylobia anthropophaga), ist aber mit 12,5 mm etwas länger. Die Adulten sind kräftig, gelbbraun gefärbt. Die Beine und das Gesicht sind gelb, der Thorax trägt zwei schwarze Flecken. Die Insekten haben große, vollentwickelte Mundwerkzeuge. Die Fühler haben beidseitig Borsten (Setae). Der Thorax ist borstenfrei, die Hauptader des Flügels ohne Härchen. Die Drittstadium-Larven sind 12–28 mm lang, konisch und dicht, zum Hinterende lichter werdend mit kleinen, nach hinten gerichteten Dornen besetzt. Sie dienen der Anhaftung an den Wirt. Die hinteren Atemöffnungen sind auffallend gewunden.

## Lebensweise
Die Adulten ernähren sich von verfaulenden Früchten, Aas und Kot. Der Lebenszyklus dauert etwa einen Monat. Die Weibchen legen etwa 500 Eier in trockenen Boden oder auf Kleidung. Nach 2 bis 4 Tagen schlüpfen die Larven. Mit Kontakt zur Haut eines geeigneten Wirts dringen die Larven durch diese ein. Nach 12 bis 15 Tagen entwickeln sich zum zweiten und dritten Larvenstadium. Die reifen Larven verlassen die Haut spontan. Eigentliche Wirte sind Nagetiere wie die Gambia-Riesenhamsterratte und kleine Antilopen wie Schwarzrückenducker und Kronenducker.